# Akasztó
Akasztó (hongrois : Akasztó [ˈɒkɒstoː]) est une localité hongroise située dans le comitat de Bács-Kiskun.

## Nom et attributs

### Toponymie
Selon la tradition locale, le nom de la commune proviendrait des mauvaises routes qui, en raison de la boue épaisse, empêchaient les voyageurs de poursuivre leur chemin, comme si leurs roues étaient « accrochées » au sol. Une autre hypothèse suggère que le nom Akasztó ferait référence au droit de haute justice exercé par un ancien seigneur du village. Ce nom apparaît dans les archives sous la forme Akazthow en 1278 et Okoztou en 1291.

## Site et localisation

### Topographie et hydrographie
La commune est située entre le Danube et la Tisza, à environ 9 kilomètres au nord-ouest de Kiskőrös. Une partie de son territoire se trouve dans le Parc national de Kiskunság : environ 6 km² au nord appartiennent à la zone des lacs du Haut-Kiskunság, tandis qu'à l'ouest, près de 9 km² font partie de la section appelée Miklapuszta.
L'élevage est principalement représenté par la production ovine, mais ces dernières années, l'élevage des races bovines traditionnelles a regagné de l'importance. Les vastes pâturages salins qui entourent la commune offrent en effet un terrain idéal pour ce type d'élevage. Cependant, les grandes transformations du paysage effectuées par l'homme ont eu un impact négatif sur l'environnement, entraînant une réduction drastique des zones humides.
Les lacs salins, qui constituent les principaux habitats aquatiques d'Akasztó, jouent un rôle essentiel dans l'écosystème. Ils sont d'une importance internationale pour la migration, le repos et la nidification de nombreuses espèces d'oiseaux aquatiques, notamment les oies, canards et autres espèces sauvages.
Le canal d'irrigation du Kiskunság est un site prisé des pêcheurs à l'échelle nationale. Il constitue une véritable attraction pour les amateurs de nature, désireux de profiter du calme, de l'eau et d'un sentiment de liberté. Ces dernières années, le nombre de visiteurs sensibles à la richesse naturelle de la région a considérablement augmenté, faisant d'Akasztó une destination privilégiée pour la détente.
Grâce à une infrastructure développée et une couverture complète des services essentiels, la commune offre un cadre de vie agréable. De plus, un vaste réseau d'étangs piscicoles s'est développé au fil des années, couvrant aujourd'hui plusieurs centaines d'hectares. Depuis 2004, une partie de ces étangs est également aménagée pour des activités touristiques.

### Géologie et géomorphologie
Le territoire d'Akasztó est caractérisé par l'alternance de sols sablonneux et salins. Malgré les conditions difficiles propres à la région du Homokhátság, la population a su s'adapter et prospérer. Grâce à l'exploitation des terres sablonneuses, la viticulture s'est développée et a contribué, avec les communes environnantes, à une croissance dynamique au cours des dernières décennies. Ce développement a permis à la commune de bénéficier d'une infrastructure moderne et bien équipée.
Sur les 6 900 hectares du territoire communal, environ 800 hectares sont consacrés à la vigne, dont 700 hectares sont en production, tandis que le reste correspond à des plantations encore en croissance. Depuis les années 1990, l'essor des entreprises viticoles a offert des opportunités d'emploi à de nombreux habitants. Plusieurs caves sont aujourd'hui prêtes à accueillir les visiteurs, participant ainsi au développement du tourisme œnologique.

## Histoire
Bien que la localité actuelle ait été fondée à l'époque árpádienne, des découvertes archéologiques sur le site de Döbrögecpuszta, rattaché à Akasztó, témoignent d'une occupation romaine. Parmi ces vestiges, on a retrouvé une statue de Victoria, datant de l'an 91 apr. J.-C.. Pendant des siècles, Akasztó fut une propriété royale, mais elle fut presque entièrement détruite durant la période de l'occupation ottomane.
Après le traité de paix de Szatmár, vers 1719, le village fut repeuplé, principalement par des colons slovaques de Haute-Hongrie. Ceux-ci s'assimilèrent rapidement, devenant totalement hongrois à la fin du XVIIIe siècle. En 1737, la seigneurie appartenait à la famille Bosnyák, puis en 1770 aux Batthyány. Au XIXe siècle, les principales familles propriétaires étaient les Blaskovich, Bencze et le baron Kaas.
Entre les deux guerres mondiales, le comte Mihály Milványi Cseszneky possédait à Akasztó d'importants domaines viticoles ainsi qu'une entreprise dans l'industrie meunière.

## Population

### Minorités culturelles et religieuses
En 2001, la population d'Akasztó était composée à 99,2 % de Hongrois, 0,7 % de Roms et 0,1 % de Roumains. Concernant la répartition religieuse, 82 % des habitants étaient catholiques romains, 4,9 % luthériens, 2 % réformés et 0,1 % catholiques grecs. Les autres confessions représentaient 0,3 %, tandis que 2 % des habitants se déclaraient sans religion. La religion de 8,7 % de la population restait inconnue.
Lors du recensement de 2011, 89,8 % des habitants se sont identifiés comme Hongrois, 0,8 % comme Roms, 0,4 % comme Allemands et 0,2 % comme Slovaques, tandis que 10 % n'ont pas répondu. La répartition religieuse indiquait que 67,7 % des habitants étaient catholiques romains, 2,9 % réformés, 4,9 % luthériens et 0,1 % catholiques grecs. 5,3 % déclaraient ne pas appartenir à une confession, et 18,5 % n'ont pas répondu.
En 2022, 94 % des habitants se sont déclarés Hongrois, 1,7 % Roms, 0,5 % Allemands, 0,4 % Roumains, 0,2 % Slovaques, 0,1 % Serbes, 0,1 % Ukrainiens et 1,7 % d'une autre nationalité non hongroise, tandis que 5,9 % n'ont pas répondu. Concernant la religion, 50 % étaient catholiques romains, 4,4 % luthériens, 2,7 % réformés, 0,3 % catholiques grecs, 0,1 % orthodoxes, 0,9 % d'autres confessions chrétiennes et 1,4 % d'autres confessions catholiques. 6,4 % étaient sans religion et 33,6 % n'ont pas répondu.

## Équipements

### Vie culturelle
Le Parc de pêche et auberge d'Akasztó est un complexe de loisirs situé aux abords de la commune. Son auberge propose des plats traditionnels hongrois mettant à l'honneur des produits locaux tels que la carpe Szikiponty d'Akasztó, ainsi que le mouton racka et le bœuf élevés dans la région. Les amateurs de pêche peuvent s'exercer dans cinq lacs dédiés. Pendant l'été, un bassin de baignade et un jacuzzi extérieur offrent une pause rafraîchissante. Le complexe comprend également une salle de réception, idéale pour les mariages, événements d'entreprise et réunions familiales. Pour ceux souhaitant prolonger leur séjour, un hôtel de six chambres est disponible sur place.
Chaque année, le deuxième week-end de septembre, Akasztó célèbre la fête de la Vierge Marie avec une kermesse et un bal des vendanges.

### Réseaux extra-urbains
L'accès routier principal est assuré par la route nationale 53, qui traverse le centre de la localité. La commune est reliée à Csengőd par la route 5306. La gare la plus proche se trouve sur la ligne ferroviaire Budapest–Kelebia, à Csengőd, située à environ 7 kilomètres à l'est d'Akasztó.

## Économie
Depuis la fin des années 1980, des exploitations piscicoles fonctionnant à pleine capacité opèrent à la frontière d'Akasztó et de Dunatetétlen. Elles pratiquent une production traditionnelle en polyculture, centrée sur une espèce locale de carpe commune, plus précisément la variété Szarvasi P34. Grâce à des techniques de production axées sur la qualité, aux conditions naturelles du territoire et aux caractéristiques propres à cette variété, elles produisent une carpe savoureuse et pauvre en matières grasses. Pour mettre en valeur ce poisson et le distinguer sur le marché, les producteurs ont créé en 2006 la marque Akasztói Szikiponty.
Dans le cadre de la technologie de production d'Akasztó, les poissons sont élevés dans des étangs de taille moyenne à grande, avec une densité de peuplement faible. Leur alimentation repose principalement sur le plancton et la nourriture naturelle, complétée par des céréales. Bien que cette méthode d'élevage plus respectueuse de l'environnement produise des quantités moindres, elle garantit une qualité nettement supérieure. En 2016, cette excellence a été reconnue par l'Association hongroise de gastronomie, qui a décerné à l'Akasztói Szikiponty le label de qualité Aranyszalag.
Ce poisson se distingue par sa faible teneur en matières grasses (7,2-12,6 %) et en cholestérol, ainsi que par sa richesse en vitamines essentielles (A, B1, B2, B12, D) et en minéraux, ce qui en fait un aliment à haute valeur nutritionnelle. Un autre avantage notable de la chair de la carpe est sa forte concentration en acides gras insaturés, en protéines de grande qualité et en tous les acides aminés essentiels dont l'organisme humain a besoin. De plus, elle est facile à digérer, grâce à sa faible teneur en tissu conjonctif.

## Organisation administrative
La commune d'Akasztó comprend également des zones rurales rattachées à son territoire. En 2001, leur population totale s'élevait à 56 habitants. Ces hameaux sont :
- Döbrögecpuszta
- Kígyóshíd

## Patrimoine urbain
L'église catholique romaine, construite en 1744, a été rénovée au milieu du XVIIIe siècle. Sur la place située devant l'église se dresse un monument aux héros, rendant hommage aux victimes des deux guerres mondiales.
À Döbrögecpuszta, un important vestige archéologique romain a été découvert en 1965 : une statue en bronze de Victoria, aujourd'hui conservée au Musée national hongrois.
Enfin, la commune abrite également une statue du Turul, symbole emblématique de la mythologie hongroise.

## Tissu associatif
Le club de football d'Akasztó (Akasztói FC) a été fondé en 1922 et évolue actuellement en première division du comitat de Bács-Kiskun. Il dispose également d'une équipe de jeunes et de plusieurs équipes de formation pour assurer la relève.
En revanche, le Stadler FC, fondé par l'entrepreneur József Stadler, a eu une existence plus éphémère. Ce club a évolué en NB I (première division hongroise) entre 1994 et 1998, avant de disparaître. Le Stadler Stadion est un stade de football construit à l'époque du Stadler FC, qui évolua brièvement en première division hongroise dans les années 1990.

## Relations internationales

### Jumelages
- Crasna (Sălaj) (Roumanie)
- Ada (Voïvodine) (Serbie)